# La Vieille qui graissa la patte au chevalier
La Vieille qui graissa la main du chevalier est un fabliau anonyme du Moyen Âge. 

## Résumé
Une pauvre vieille femme a perdu sa seule richesse : ses deux vaches. C'est le prévôt qui les lui a pris et il ne veut pas les lui rendre. 
La vieille femme, ne sachant que faire, décide d'aller voir sa voisine Hersent pour lui demander conseil. Celle-ci lui propose de « graisser la patte » du chevalier afin qu'il la tire d'affaire. La vieille femme qui est une paysanne naïve et sans culture ne connait pas cette expression qu'elle prend au sens propre au lieu du sens figuré. En effet la pauvre vieille femme, sur le conseil de sa voisine, va chercher un morceau de lard chez elle et en badigeonne sur les mains du chevalier. 
Lorsque le chevalier comprend l'erreur qu'elle a commise, il rit tellement qu'il décide de lui rendre ses vaches.